# Taurize
Taurize é uma comuna francesa na região administrativa de Occitânia, no departamento de Aude. Estende-se por uma área de 8,34 km². Em 2010 a comuna tinha 113 habitantes (densidade: 13,5 hab./km²).